# Virgen de la Solana
La Virgen de la Solana es la patrona de Cubo de la Solana en la provincia de Soria.

## Festividad
Las Fiestas patronales de Cubo de la Solana son en honor de la Virgen de la Solana y se celebran los días 17, 18 y 19 de agosto. Además de las clásicas verbenas con música y baile, la Plaza Mayor acoge la cena popular la víspera y, el último días, la "soparra" en la que se ofrece a todos vino con toda clase de galletas, rosquillos, pastas que han recogido los jóvenes por las casas en la "gallofa", acompañados por los gaiteros. Cucañas disfraces, bolos, tanguillas y otros juegos animan las Fiestas para pequeños y jóvenes (peñas), vecinos y forasteros. Al final de las Fiestas, se hace el traslado de la Virgen a su Ermita y la tradicional subasta de banzo.